# 유니터리 행렬
선형대수학에서 유니터리 행렬(영어: unitary matrix)는 켤레 전치가 역행렬과 같은 복소수 정사각 행렬이다.

## 정의
복소수 {\displaystyle n\times n} 정사각 행렬 {\displaystyle U}에 대하여, 다음 조건들이 서로 동치이며, 이를 만족시키는 {\displaystyle U}를 유니터리 행렬이라고 한다.
- {\displaystyle U^{*}=U^{-1}}
- {\displaystyle UU^{*}=1_{n\times n}}
- {\displaystyle U^{*}U=1_{n\times n}}
- {\displaystyle U}의 열들은 {\displaystyle \mathbb {C} ^{n}}의 정규 직교 기저를 이룬다.
- {\displaystyle U}의 행들은 {\displaystyle \mathbb {C} ^{n}}의 정규 직교 기저를 이룬다.
- {\displaystyle \mathbb {C} ^{n}}에서, 모든 정규 직교 기저 {\displaystyle B}에 대하여, {\displaystyle U(B)}는 정규 직교 기저이다.
- {\displaystyle \mathbb {C} ^{n}}에서, 어떤 정규 직교 기저 {\displaystyle B}에 대하여, {\displaystyle U(B)}는 정규 직교 기저이다.
- {\displaystyle U}는 정규 행렬이며, 모든 고윳값의 절댓값은 1이다.
- 임의의 {\displaystyle x,y\in \mathbb {C} ^{n}}에 대하여, {\displaystyle \langle Ux,Uy\rangle =\langle x,y\rangle }.
- 임의의 {\displaystyle x\in \mathbb {C} ^{n}}에 대하여, {\displaystyle \Vert Ux\Vert =\Vert x\Vert }.

여기서 {\displaystyle (-)^{*}}는 켤레 전치, {\displaystyle \langle -,-\rangle }는 {\displaystyle \mathbb {C} ^{n}}의 표준 내적, {\displaystyle \Vert {-}\Vert }는 {\displaystyle \mathbb {C} ^{n}}의 표준 노름이다.

## 성질
실수 행렬의 경우 유니터리 행렬은 직교 행렬과 동치이다.:304
유니터리 행렬 {\displaystyle U}는 다음과 같은 성질을 갖는다.
- 정규 행렬이다.
- 대각화 가능하다. 이는 스펙트럼 정리의 결과에 따라 {\displaystyle U}가 대각행렬과 유니터리하게 닮음이란 것이다. {\displaystyle U}는 {\displaystyle U=VDV^{*}}와 같이 분해할 수 있다. 여기서 {\displaystyle V}는 유니터리 행렬, {\displaystyle D}는 대각 유니터리 행렬이다.
- {\displaystyle |{\det U}|=1}
- {\displaystyle U}의 고유 공간은 정규 직교다.
- {\displaystyle U=e^{iH}}인 에르미트 행렬 {\displaystyle H}가 존재한다. ({\displaystyle e^{(-)}}는 행렬 지수 함수)

모든 {\displaystyle n\times n} 유니터리 행렬의 집합은 행렬 곱셈에 따라 군을 이루며, 이를 유니터리 군 {\displaystyle \operatorname {U} (n)}이라고 한다.

## 예
복소수 {\displaystyle 1\times 1} 행렬의 경우, 유니터리 행렬은 다음과 같다.
{\displaystyle {\begin{pmatrix}e^{i\theta }\end{pmatrix}}\qquad \theta \in \mathbb {R} }
복소수 {\displaystyle 2\times 2} 행렬의 경우, 유니터리 행렬은 다음과 같다.
{\displaystyle {\begin{pmatrix}a&b\\-{\bar {b}}e^{i\theta }&{\bar {a}}e^{i\theta }\end{pmatrix}}\qquad |a|^{2}+|b|^{2}=1,\;\theta \in \mathbb {R} }

## 같이 보기
- 에르미트 행렬
- 행렬 분해
- 직교군
- 직교행렬
- 특수 유니터리 군
- 심플렉틱 행렬
- 유니터리 군
- 유니터리 작용소

## 참고 문헌
1. ↑  Hoffman, Kenneth; Kunze, Ray (1971). 《Linear algebra》 (영어) 2판. Englewood Cliffs, N. J.: Prentice-Hall. ISBN 0-13-536797-2. MR 0276251. Zbl 0212.36601. IA LinearAlgebraHoffmanAndKunze.